# Cyrille Maret
Cyrille Maret (* 11. srpen 1987 Dijon) je francouzský zápasník-judista, bronzový olympijský medailista z roku 2016.

## Sportovní kariéra
S judem začal v 9 letech v dižonském klubu ADJ21. S přestupem mezi seniory se stal členem klubu v Levallois, kde se připravuje pod vedením Philippa Taurinese a Christiana Chaumonta. Je dvorním sparingpartnerem Teddy Rinera. Vedla profesionální kariéry v judu si přivydělává jako ochranka ve vlakové dopravě.
Pochází a reprezentuje stát, který má nejpropracovanější tréninkový systém juda v Evropě. Může se se svým problémem obrátit na nespočet odborníků, kteří ho připraví po technické a taktické stránce a jako bonus mu seženou kvalitní sparing. I přes tento relativní luxus se dlouho mezi seniory na ty nejvyšší příčky neprosazoval. Maret je pravoruký judista. Má vynikající techniku tomoe-nage, kterou útočí převážně z obrany. V začátcích své seniorské kariéry míval problémy s úchopem. Nešlo ani tak o nepřesnost jako fakt, že soupeře v kumikatě nepřepral / nepřetlačil. Ani v současnosti nepatří k judistům s dominantním úchopem, ale minimálně ví, co si může dovolit. Jeho styl boje je takticky, po úchopu se většinou stahuje a čeká na soupeřovo zaváhání. Jeho dominantní technikou v postoji je pravé o-soto-gari (o-soto-otoši), ale výjimečně ho provádí bez kombinace. Techniku kombinuje nejčastěji v o-soto-makikomi, tani-otoši, de-aši-harai nebo aši-gurumou. U jeho o-soto-gari je potřeba si dávat velký pozor na směr provedení, ve vypjatých momentech je schopný techniku provést na levou stranu. Jeho výkonnostní vzestup přišel v olympijském roce 2012 a stále pokračuje. Mimo úchop podstatně zlepšil obranu. Je schopen útočit i vrchem, jeho seoi-nage prováděné vlevo již není propagační. Od sezony 2013 do svého rejstříku často prováděných technik přidal uki-waza a harai-makikomi a v roce 2014 několikrát předvedl harai-goši. Jeho velkou slabinou techniky prováděné nalevo, které nedokáže přesně číst. Tato slabina byla možná hlavním důvodem, proč v nominaci na Olympijské hry v roce 2012 dostal přednost reprezentační kolega Thierry Fabre. Své olympijské premiéry se dočkal až v 29 letech na olympijských hrách v Riu. Ve třetím kole v jednom z nejlepších taktických výkonů olympijské judistické historie vybodoval technikou uki-waza na juko favorizovaného Nizozemce Henka Grola. Ve čtvrtfinále si takticky pohlídal o hlavu menšího Gruzínce Beku Gvinyjašviliho a v semifinále se utkal s Čechem Lukášem Krpálkem. V taktickém zápase se po celou hrací dobu bránil. V poslední minutě neodolal finálnímu Králkovu náporu a po strhu sumi-gaeši se dostal do submise osae-komi (držení). V boji o třetí místě nastoupil proti Němci Karlu-Richardu Freyovi, který ho pustil začátkem třetí minuty do jeho osobní techniky o-soto-gari a nechtěně mu daroval ippon i bronzovou olympijskou medaili.

### Vítězství
- 2011 - 1x světový pohár (Varšava)
- 2013 - 1x světový pohár (Düsseldorf)
- 2014 - 2x světový pohár (Paříž, Samsung)
- 2015 - 1x světový pohár (Paříž)
- 2016 - 1x světový pohár (Paříž)

## Výsledky
| Olympijské hry     |    | —   |    |     |     | —  |     |     |     | —   |    |    |    | 3.  |     |     |    |  |  |  |  |  |  |  |  |  |  |
| Mistrovství světa  | —  |     | —  |     | —   |    | úč. | —   | úč. |     | 7. | 7. | 5. |     | úč. | úč. |    |  |  |  |  |  |  |  |  |  |  |
| Evropské hry       |    |     |    |     |     |    |     |     |     |     |    |    | 3. |     |     |     | 3. |  |  |  |  |  |  |  |  |  |  |
| Mistrovství Evropy | —  | —   | —  | —   | —   | —  | —   | úč. | 5.  | úč. | 3. | 3. | 3. | úč. | 2.  | 2.  | 3. |  |  |  |  |  |  |  |  |  |  |
| ME do 23 let       | —  | —   | —  | —   | úč. | 7. | —   |     |     |     |    |    |    |     |     |     |    |  |  |  |  |  |  |  |  |  |  |
| MS juniorů         |    | 7.  |    | 1.  |     |    |     |     |     |     |    |    |    |     |     |     |    |  |  |  |  |  |  |  |  |  |  |
| ME juniorů         | 5. | úč. | 3. | úč. |     |    |     |     |     |     |    |    |    |     |     |     |    |  |  |  |  |  |  |  |  |  |  |
| ME dorostenců      | 1. |     |    |     |     |    |     |     |     |     |    |    |    |     |     |     |    |  |  |  |  |  |  |  |  |  |  |